# Aizkraukle
Aizkraukle est une ville, chef-lieu de la  municipalité du même nom, située dans la région de Vidzeme en Lettonie.

## Géographie
Elle s'étend sur 11,83 km2 dans le sud de la Lettonie, principalement sur la rive droite de la Daugava, à 90 km au sud-est de Riga.

## Histoire

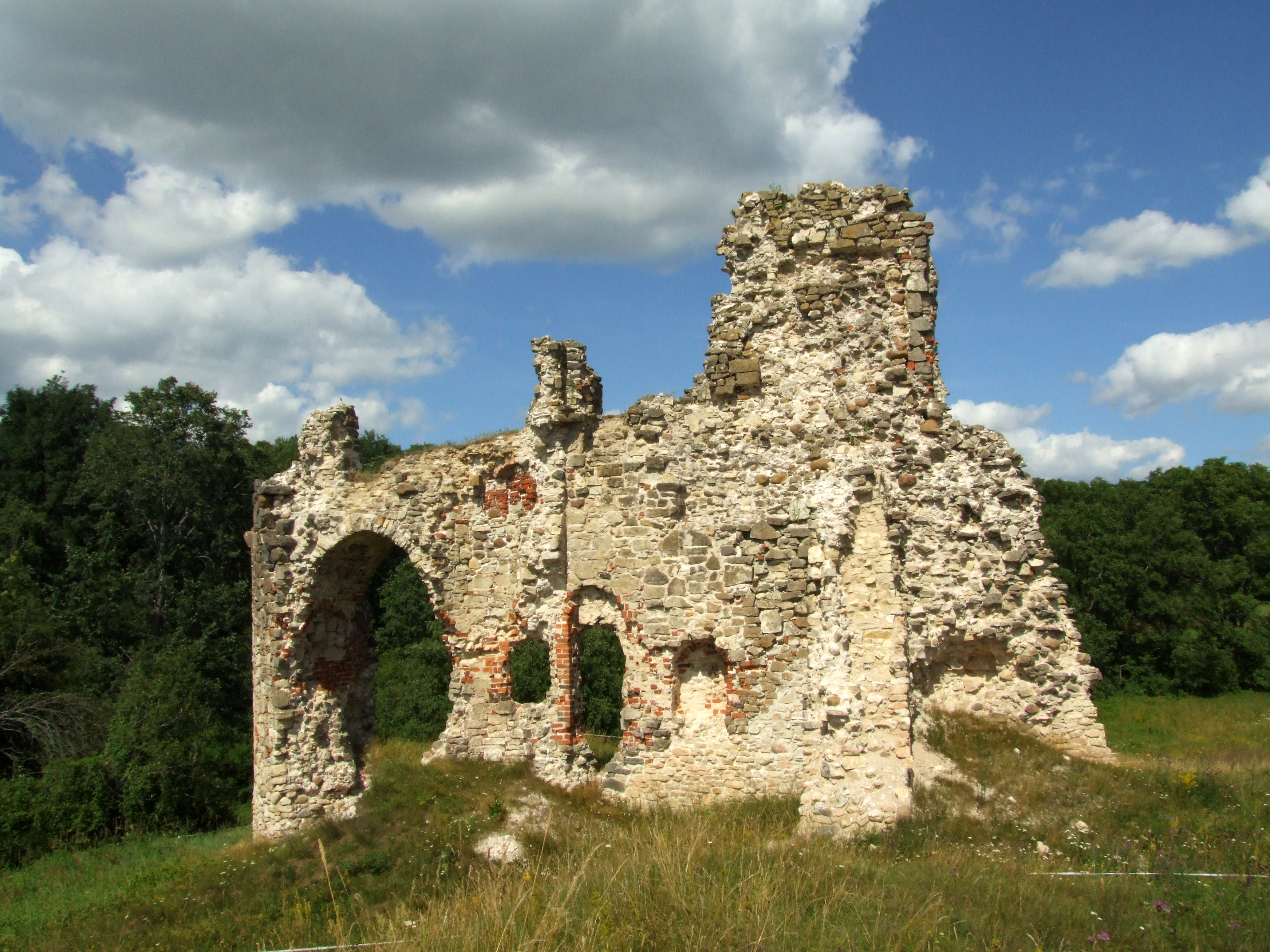
Ruines du château fort d'Aizkraukle.

Le château fort d'Ascheraden (nom de la ville jusqu'en 1919) a été fondé par les chevaliers Porte-Glaive en 1226 sur un site à proximité de la ville, où ses ruines sont encore visibles. Il avait pour fonction de surveiller les frontières avec la Samogitie et le grand-duché de Lituanie. On en retrouve la mention dans Heinrici Cronicon Lyvoniae de Henri le Letton.
La rive droite de la Dvina appartenait à la Livonie et la rive gauche à la Courlande.
La construction de la centrale hydroélectrique de Pļaviņas à l'époque soviétique est à l'origine de la fondation de l'actuelle ville d'Aizkraukle, qui est bâtie pour accueillir le personnel du chantier en 1965, puis acquiert le statut de ville en 1967 sous le nom de Stučka en l'honneur de Pēteris Stučka, au sein du district du même nom. En 1990, la ville et le district prennent le nom d'Aizkraukle. 
En 2001, la ville et la paroisse d'Aizkraukle fusionnent pour former la municipalité du même nom. En 2009, le district d'Aizkraukle, comme tous les autres, est supprimé.

## Jumelages
- Birzai (Lituanie)
- Eppstein (Allemagne)
- Kiskunhalas (Hongrie)

## Galerie

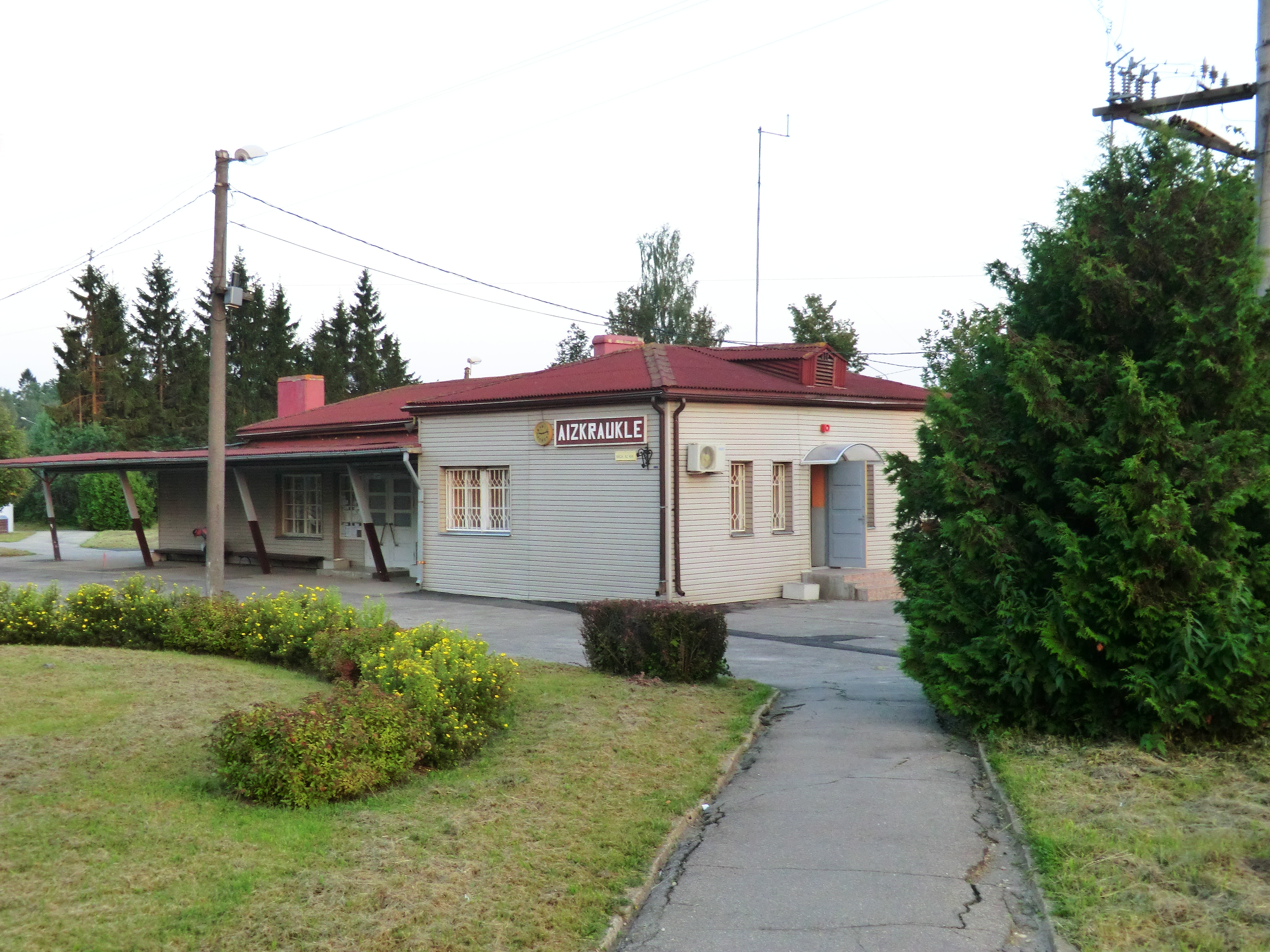
La gare d'Aizkraukle.
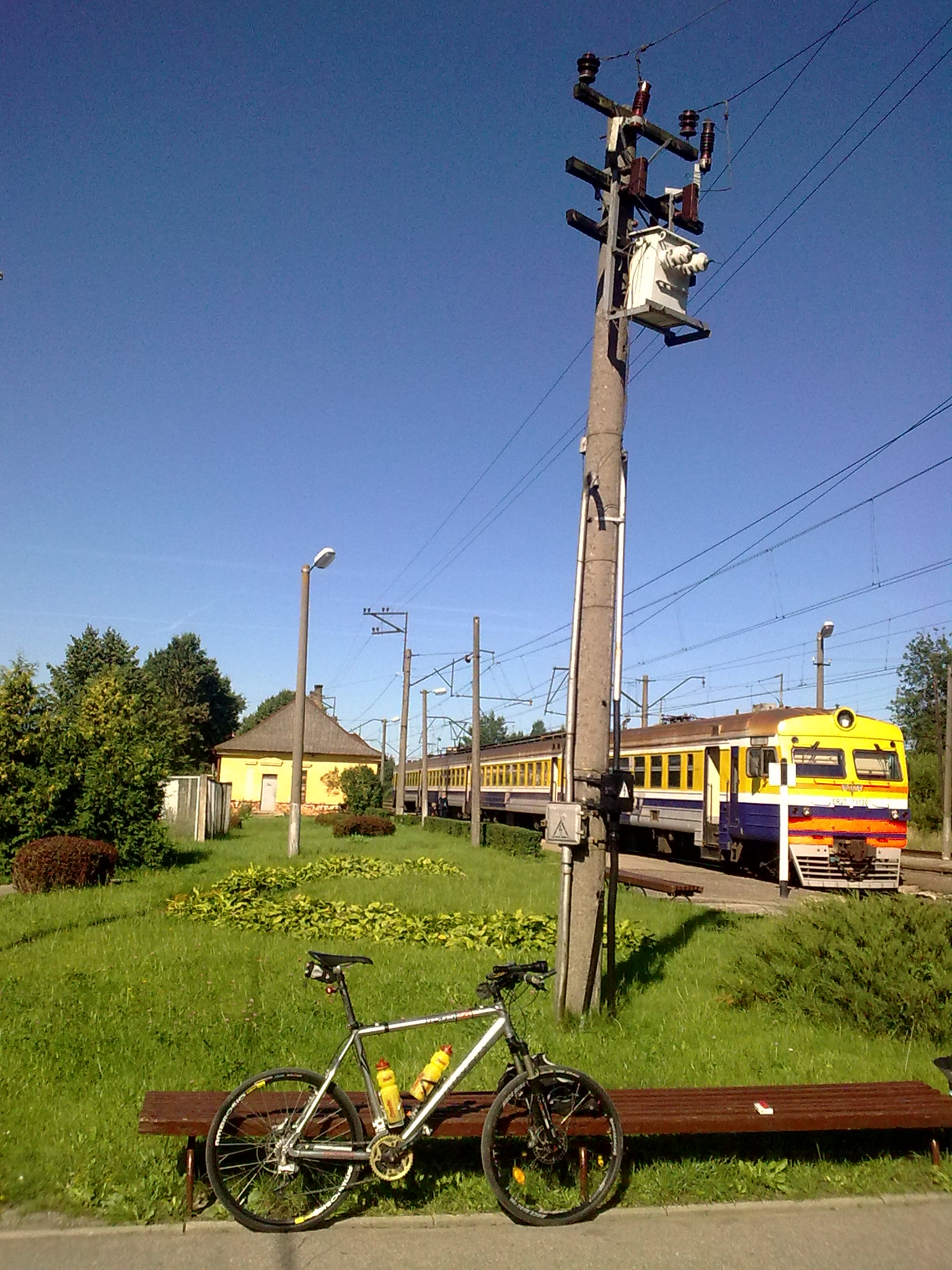
Train en gare d'Aizkraukle.
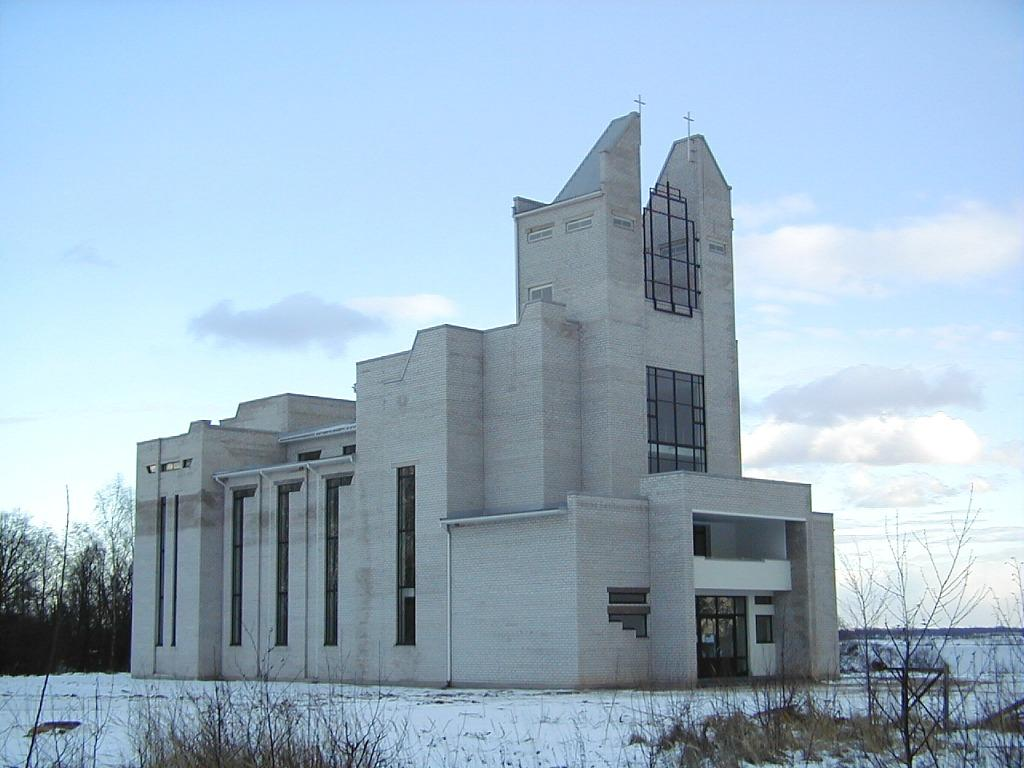
Église catholique d'Aizkraukle.
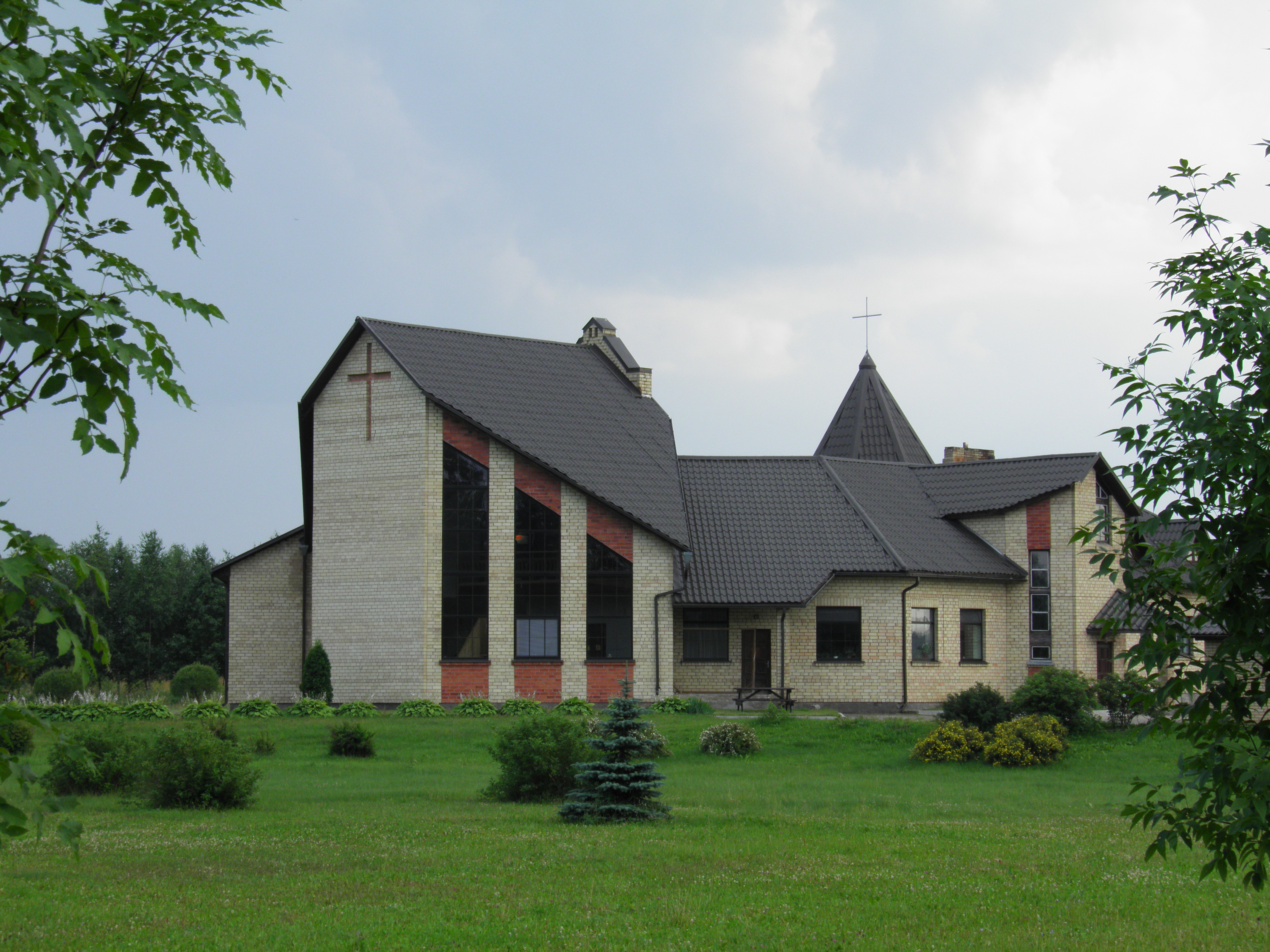
Église luthérienne d'Aizkraukle.
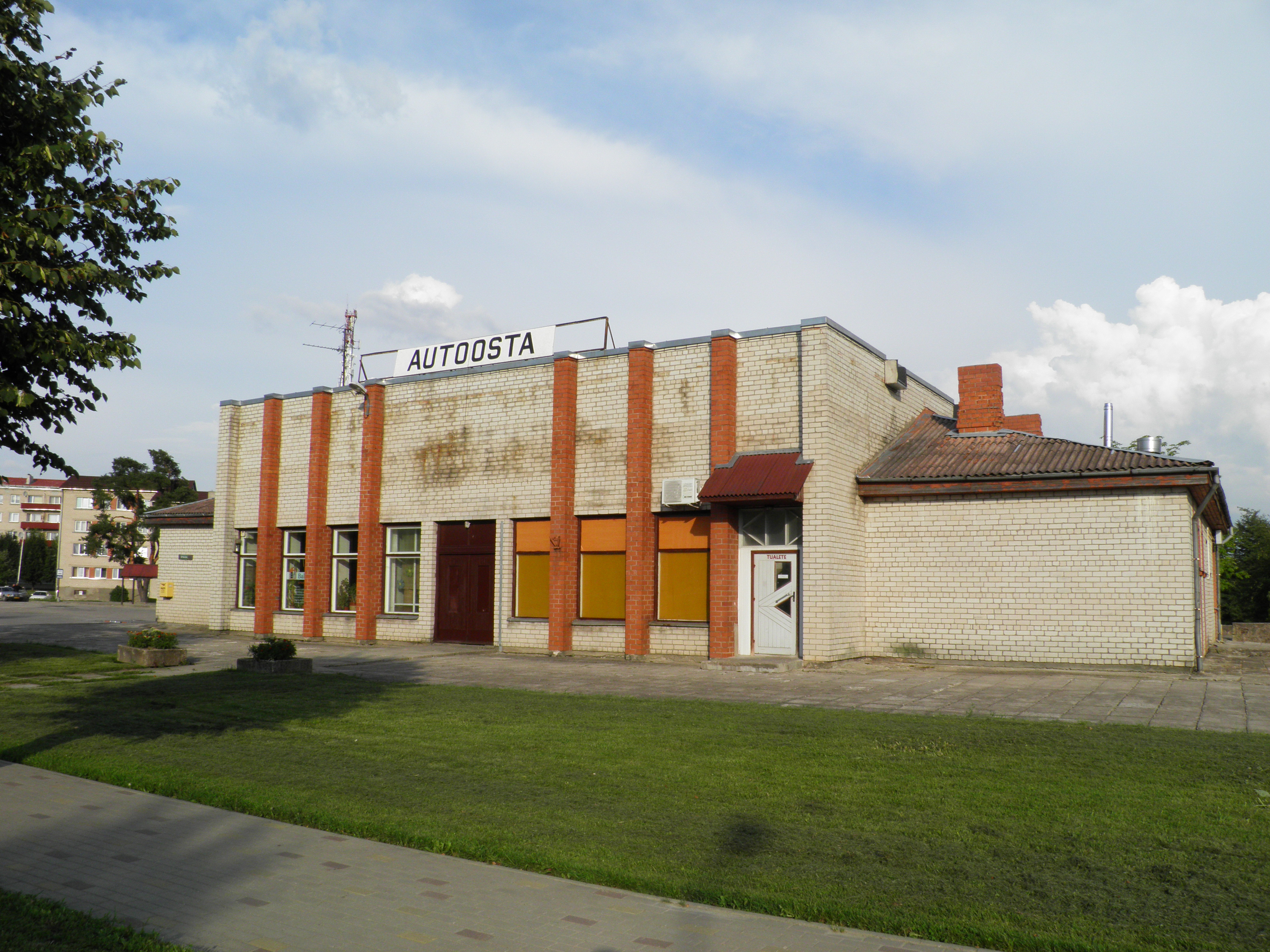
Gare routière d'Aizkraukle.
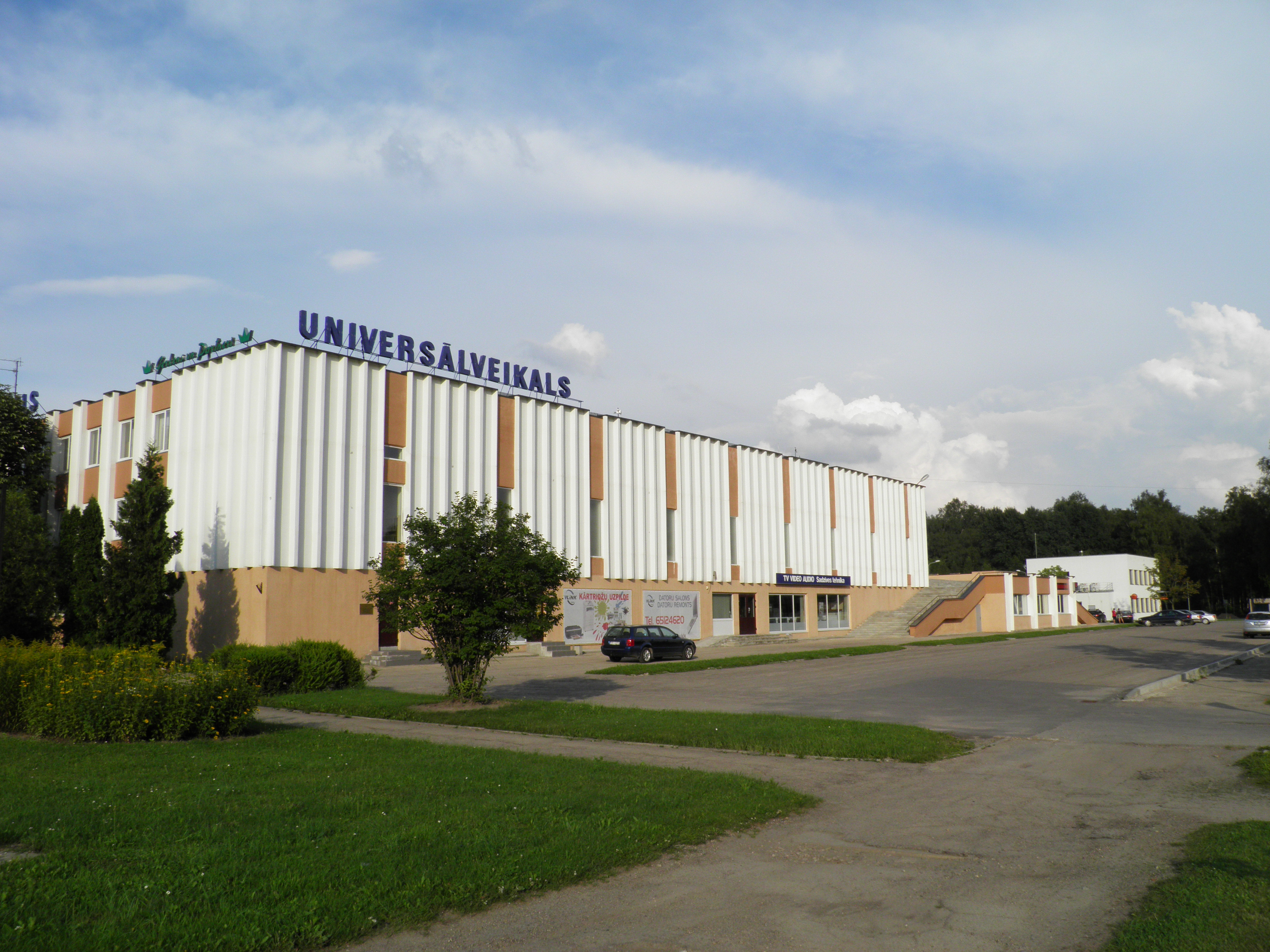
Supermarché à Aizkraukle.
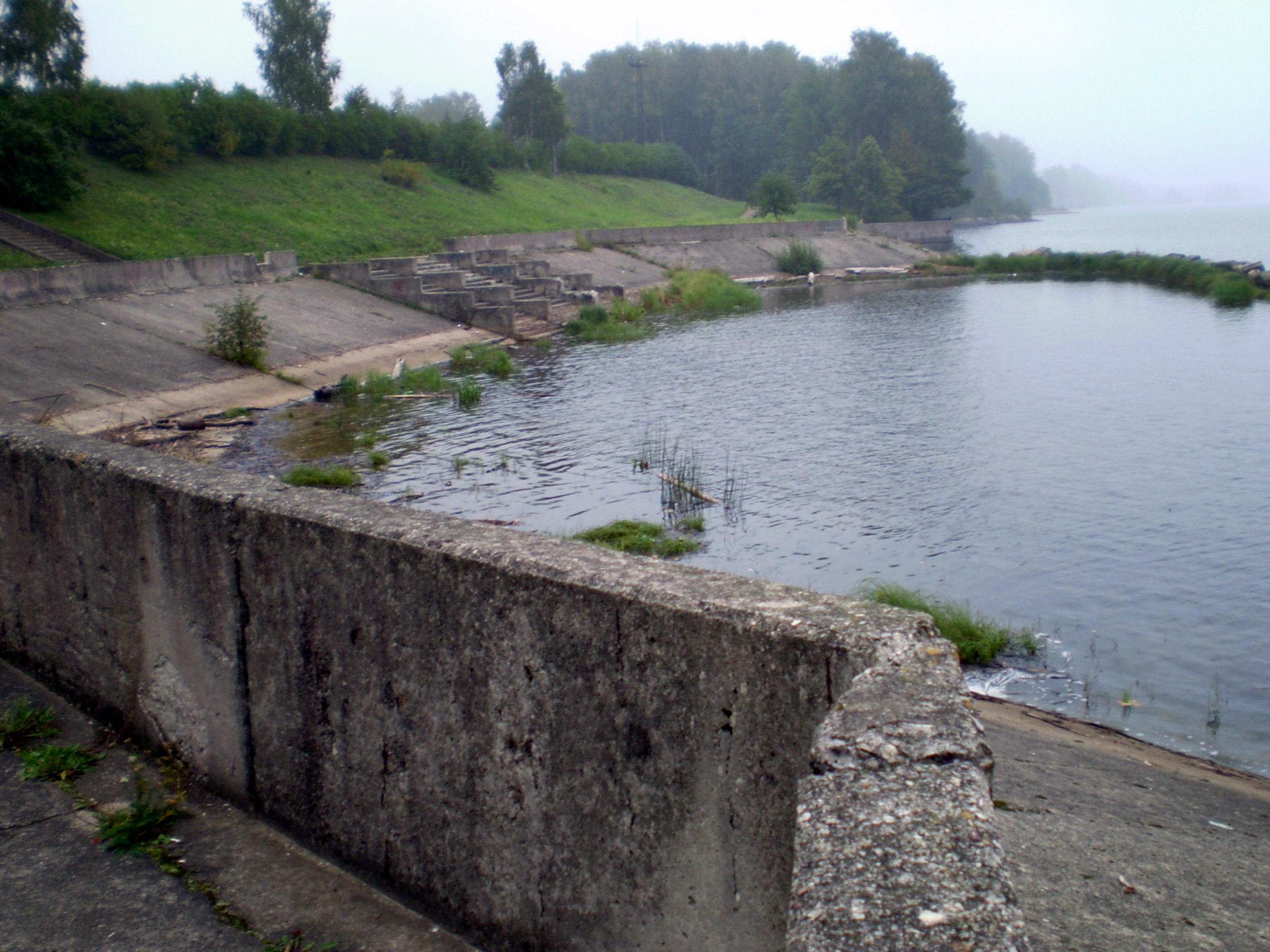
Plage d'Aizkraukle.
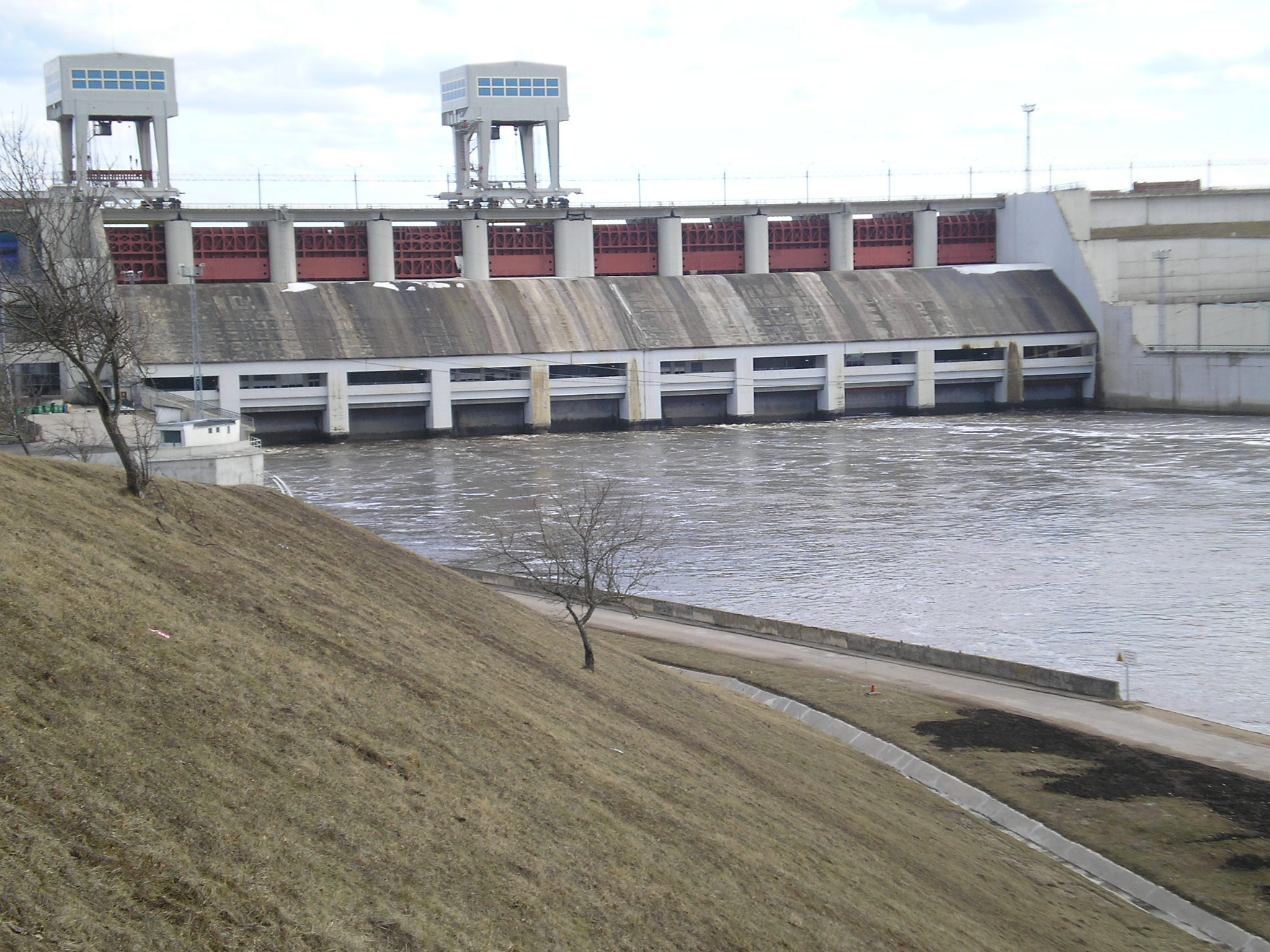
Centrale hydroélectrique de Pļaviņas.